# Oasi Schirmacher

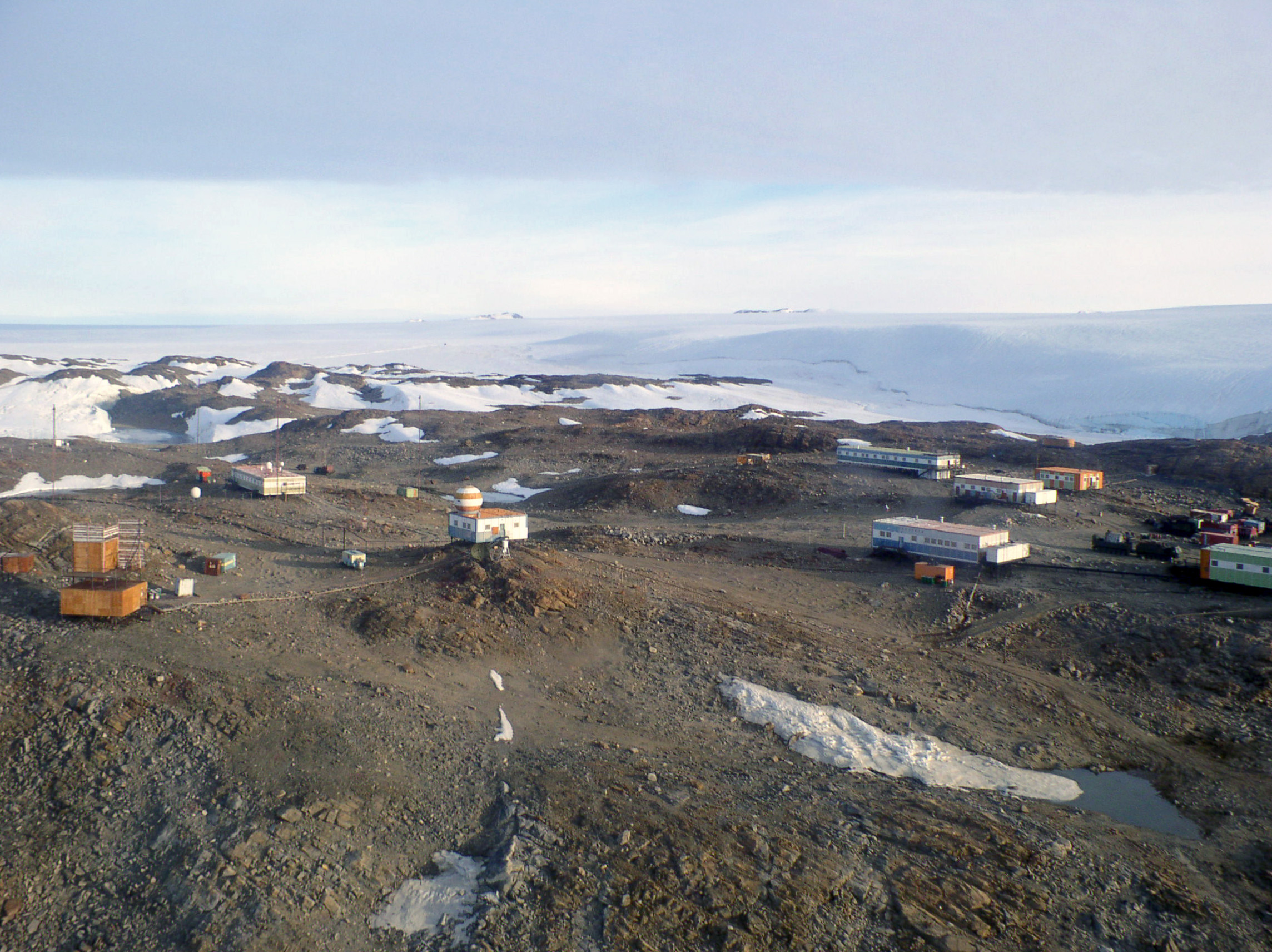
Oasi Schirmacher, a la Costa de la Princesa Astrid.

L'oasi Schirmacher és un altiplà lliure de gel de 25 km de llarg i fins a 3 km d'ample que conté més de cent llacs d'aigua dolça. Es troba a la zona dels pujols Schirmacher, a la Costa de la Princesa Astrid, al seu torn a la Terra de la Reina Maud a l'Antàrtida Oriental. La seva altitud mitjana és de prop de 100 metres sobre el nivell del mar. Amb una superfície de 34 km², l'oasi Schirmacher és un dels oasis antàrtics més petits, i climatològicament és un desert polar típic.

## Geografia
L'oasi es troba entre la vora de la coberta de gel de l'Antàrtida i la barrera de gel Novolàzarevskaya. Aquest altiplà de 100 metres d'altitud és una barrera al corrent de gel en direcció nord.
La vora septentrional de l'oasi conté llacs superficialment separats de l'oceà en la superfície, però que hi estan connectats per sota del gel superficial, per la qual cosa presenten marees. Aquests llacs contenen aigua dolça o bé una capa d'aigua salada superposada a una altra d'aigua dolça.
La capa de gel de l'Antàrtida, al sud de l'oasi Schirmacher, ateny altituds de 1500 m. Els nunataks Skaly Instituta Geologii Arktiki (Skaly IGA) i Basisny-Kit sobresurten de la capa de gel.
El punt més alt de l'oasi Schirmacher és la Muntanya Rebristaya, a 228 m. El llac interior més profund de l'oasi, de 34,5 m, és el llac Glubokoye, i el de més gran superfície és el llac Sub, de 0,5 km².

## Clima
El clima de l'oasi Schirmacher és relativament suau per a les condicions habituals de l'Antàrtida. La temperatura mitjana anual és de -10,4 °C (0,9 °C a l'estiu i -22 °C a l'hivern), la velocitat mitjana del vent és de 9,7 m/s, la precipitació mitjana anual és de 264,5 mm i hi ha 350 hores de llum al mes. A causa del seu equilibri tèrmic positiu, l'oasi Schirmacher està classificat com una «zona de clima costaner».

## Flora i fauna
El sòl rocós de l'oasi tan sols permet la creixença d'una quantitat limitada de plantes poc exigents, com les molses i els líquens. Els animals són rars, encara que es veuen algunes espècies com el paràsit subantàrtic, el petrell antàrtic, el petrell de les neusl, l'ocell de tempesta de Wilson i, a cops, el pingüí d'Adèlia.

## Història
Al començament del 1939, Alemanya va llançar una expedició sota la direcció del capità Alfred Ritscher per a explorar una àrea verge de l'Antàrtida. L'expedició va cartografiar una àrea compresa entre les latituds 69°10’ S i 76°30’ S i entre les longituds 11°30’ O i 20°00’ I, amb una superfície total de 600 000 km² que va anomenar Neuschwabenland, o Nova Suàbia. L'àrea va ser reconeguda per dos hidroplans Dornier, Boreas i Passat, un dels quals sota el comandament de Richardheinrich Schirmacher, qui el 3 de febrer del 1939 va trobar l'oasi i el llac alcentre. Schirmacher va batejar els dos amb el seu propi cognom.

### Base Novolàzarevskaya
El 10 de març del 1959, la Unió Soviètica va muntar la base de recerca Làzarev en la plataforma de gel de la regió de l'oasi Schirmacher. L'estació va ser instal·lada de bell nou el 1961 en l'oasi i anomenada Novolàzarevskaya.
A l'estiu, fins a 70 persones viuen i treballen a la base, xifra que es redueix a una mitjana de 30 persones. Es realitzen recerques en ciències naturals, en camps tals com la geodèsia, la glaciologia, la limnologia, el geomagnetisme, la geologia, la biologia, la meteorologia, la sismologia, etc.
El 20 de desembre del 2007, es va construir el bany rus prop de l'estació, l'únic edifici de fusta laminada encolada de l'Antàrtida.

### Base Georg Forster
El 21 d'abril de 1976, a prop de 2 km de la base russa Novolàzarevskaya i a uns 120 msnm, la República Democràtica Alemanya va instal·lar la primera base alemanya a l'Antàrtida, anomenada l 1987 com a Base Georg Forster en honor del naturalista alemany Georg Forster. Durant els seus 17 anys de servei, més de 100 científics van treballar a la base i van fer notables contribucions, entre les quals destaquen els mesuraments del forat de la capa d'ozó. La base va deixar de ser activa al febrer de 1993, i el 1996 va ser desmantellada.
Després de la dissolució del Bloc Oriental, parts de l'oasi Schirmacher eren entre les regions més contaminades de l'Antàrtida. Exploradors polars de l'Institut Alfred Wegener de Recerca Polar i Marina de Bremerhaven i de l'Institut de Recerca Àrtica i Antàrtica de Sant Petersburg es van desfer de 1016 tones de ferralla i altres residus de la base alemanya i de la base russa Novolàzarevskaya a prop.
El lloc de l'antiga base està marcat per una placa de bronze. Està classificat com a lloc històric de l'Antàrtida (SMH 87) a proposta d'Alemanya a la Reunió Consultiva del Tractat Antàrtic.

### Base Maitri
El 1981, l'Índia va llançar el seu programa antàrtic. El 1983, es va instal·lar la Base Dakshin Gangotri en la plataforma de gel, a vora 90 km de l'oasi Schirmacher, però va ser abandonada el 1989 a causa de l'excessiva acumulació de neu. El 1988, es va instal·lar la Base Maitri en l'oasi Schirmacher, a prop de 5 km de la Base Novolàzarevskaya.
Maitri téé una estació meteorològica i un observatori geomagnètic i sismològic, i pot albergar vora 26 científics i tècnics.